# Thusnerdeutsch
Thusnerdeutsch (mundartl. Thusnertütsch) ist ein deutschsprachiger Bündner Dialekt, der in Thusis im Domleschg gesprochen wird.

## Herkunft des Dialektes
Die Herkunft dieses eigenartigen Dialektes ist bis heute ungeklärt. Noch bis weit ins 18. Jahrhundert wurde im Umland von Thusis, d. h. im Domleschg, am unteren Heinzenberg, im Albulatal und im Schams, ausschliesslich Rätoromanisch gesprochen, ausser in Thusis, wo – offenbar bereits seit Beginn des 13. Jahrhunderts, nachdem dort eine Gruppe von Zuzügern aus dem deutschen Sprachraum, die in einem Brückenrodel aus dieser Zeit (der Jura de Ponte Renasca) urkundlich erwähnte „Colonia Alamannorum ze Tusens“, ansiedelte – Deutsch gesprochen wurde.
Vom romanischsprachigen Umland fast vollständig eingeschlossen, übernahmen diese kleine deutsche Kolonie und ihre Nachfahren in der Folge zahlreiche romanische Ausdrücke und behielten im Übrigen  die charakteristischen Laute aus ihrem hergebrachten Dialekt bei, bzw. verfestigten diese im Laufe der Jahrhunderte vielleicht noch: Ein langes helles a (wie in deutsch Staat), ein ebenfalls langes ä, das näher dem a als dem e steht, und vor allem die eigenartigen Endungen auf -an, mit langem a (gan = gehen), -ann, mit kurzem a wie in deutsch Kanne (i kann = ich kann; i hann = ich habe), -in, mit langem hellem i (durin = einwärts), und -in, mit kurzem i wie in deutsch Sinn (gsin = gewesen).
Diese und weitere eigenartigen Lautbildungen (z. B. das geschlossene lange u, ähnlich wie in deutsch surren (dur = hinüber; auch das u in Thusis wird oft so ausgesprochen)) und die wie wohl in keinem  anderen deutschsprachigen Dialekt in dieser Vielzahl vorhandenen aus dem Romanischen stammenden Wörter machen die Eigenart dieses Dialektes aus.
Über die Herkunft der Colonia Alamannorum, welche zu Beginn ihrer Anwesenheit in Tosana (so hiess zu jener Zeit Thusis, das damals noch aus kaum mehr als einem Hof bestand, der zwischen den heutigen Dörfern Thusis und Masein lag), möglicherweise im Auftrage des Bischofs, die Brücke von Thusis über den Rhein nach Sils betrieb, ist, abgesehen davon, dass sie aus dem deutschen Sprachraum kam, nichts bekannt. Eventuell kam sie aus dem Gebiet des heutigen Vorarlberg, wo heute noch in den ländlichen Gegenden um Feldkirch ein, bezüglich Lautbildung, ähnlicher Dialekt gesprochen wird, wie in Thusis. Doch dabei handelt es sich nur um eine bislang nicht bestätigte These.

## Sprachbeispiele
gan und stan und blibalan, wer das nit kann darf nit ga Thusis gan
schwätz ungschiniert aaaa, säg müglichst breit äääää, dass jeda merkt, der kunnt vo Thusis här
äpa (ungefähr, etwa)
jucca (hüpfen)
pucca (bücken)
Puccaraia (Maikäfer)
Furca (Heugabel)
Tschiifara (auf dem Rücken getragener grosser Korb)
Faschiina (Brennholzbündel mit dürren Ästen oder Holzscheitern, zusammengebunden mit Hanfschnüren, später mit Draht oder Blechbändern)
Pälca (Fensterläden)
Gälla(laute, meist jugendliche oder weibliche Stimme)
Pitta (brotförmiges Süssgebäck)
Faschöla (Bohnen)
Paloga (Pflaume)
Koga(z. B. schlechter Mensch, oder gerissener Kerl)
gschenta (schielen)
arventa (zurückgeben)
Tätsch (Schläge für ungezogene Kinder)
Schnarz (Schimpfe)
Pomaranza (Orangen)
Schcarnutz (Papiertüte)
Schpusa (Braut)
Gschtelaschi (Unordnung)
paschga (balgen)
curaschi (Mut)
Spiina (Wasserhahn)
Spälla (Haarnadel)
fähla (fehlen)
strähla (kämmen)
Clutscha (Henne mit Jungen)
Botsch (Mutschkopf)
Totsch (Tollpatsch)
Zicca (Geiss)
Micca (Brötchen)
Brütschi (Brotscheibe mit Butter und Konfitüre)
Puschcatin (Weggli)
Fazzalet (Halstuch)
Schtrucha (Schnupfen)
Schnuddargälla (Schnudernase)
Roscha Puttla (Schar Kinder)
Schluanza (Schlampe)
Nocc (störischer Mann)
Nocca (störische Frau)
nossa (einverstanden)
Kinetta (Strassengraben)
Caretta (Schubkarre)
Schtuba (Wohnzimmer)
Bäsma (Besen)
Schwättara (Ohrfeige)
kräppla (klettern)
Wäsch henca (Wäsche aufhängen)
klenca (langen)
Schpensa (Vorratsraum)
mora Morgat (morgen am Vormittag)
Fugaschipitta (Schmalzgebäck)
Guatali (Guezli, Plätzchen)
Die vorstehenden Sprachbeispiele stammen bis auf wenige Ausnahmen aus einem Mundartgedicht der verstorbenen thusner Mundartdichterin Alma Marguth – Gyger (1908–1999).

## Thusnerdeutsch heute
Zu Beginn des 21. Jahrhunderts wird Thusnerdeutsch nur noch von älteren Leuten in der herkömmlichen Form gesprochen. Bei den Jungen, jedenfalls bei jenen, deren Eltern Thusnerdeutsch sprachen oder sprechen, haben sich, abgesehen von einigen wenigen der genannten Ausdrücke, immerhin noch die charakteristischen Endungen auf -an, -ann, das helle lange a (z. B. aab (abwärts), aanlegga (Kleider anziehen), aanfanga (anfangen)), das lange ä (etwa in häär, her), das lange, von n gedeckte i etwa in iin (hinein) und siin (sein; gegenüber gsin = gewesen) erhalten.